# Mølle og brødfabrik
|  | Denne artikel er oprettet af botten Steenthbot ud fra en ekstern database. Den kan derfor have sproglige fejl eller mangler. Denne skabelon kan fjernes efter kontrol af indholdet. |

Mølle og brødfabrik er en dansk dokumentarfilm fra 1980 instrueret af Claus Bering efter eget manuskript.

## Handling
Filmen viser i detaljer, hvordan det høstede korn behandles, inden det ender med at blive malet til mel på møllen – melfabrikken – der stort set er fuldautomatisk med kun få mennesker omkring maskinerne. Vi ser fremstillingen af bagerimel og følger melet til brødfabrikken, hvor der bages både franskbrød og rugbrød. Filmen henvender sig til børn fra 12-14 år. Se også under filmtitlen "Bageri".